# Theory of a Deadman
I Theory of a Deadman (a volte abbreviato in T.O.A.D.) sono un gruppo musicale rock canadese.

## Storia del gruppo
I Theory of a Deadman furono il primo gruppo a firmare un contratto con la 604 Records, etichetta di proprietà di Chad Kroeger, cantante dei Nickelback, nel 2001. Tyler Connolly affermò di aver fatto ascoltare a Kroeger una demo (che sarebbe poi diventata la base per il brano Invisible Man) dopo un concerto del gruppo.
Il primo album del gruppo, intitolato Theory of a Deadman venne pubblicato il 17 settembre 2002. Il gruppo prese il nome dal titolo di uno dei brani registrati, che poi venne reintitolato in The Last Song.
Il 29 marzo 2005, venne pubblicato Gasoline; dopo la pubblicazione, il gruppo intraprese un tour in supporto agli Shinedown e poi partirono per un tour promozionale con Breaking Benjamin e The Exies. Il gruppo ha registrato una cover di No Chance In Hell, la theme song del presidente WWE Vince McMahon, pubblicata nell'album WWE The Music, Vol. 8 il 25 marzo 2008.
Il 1º aprile 2008, il gruppo pubblicò Scars & Souvenirs, dal quale furono estratti otto singoli: So Happy, By the Way, Little Smirk, Bad Girlfriend, All or Nothing, Hate My Life, Not Meant to Be e Wait for Me. Il brano By the Way venne registrato in collaborazione con Chris Daughtry e Robin Diaz.
Il 9 aprile 2009, Scars & Souvenirs ricevette la certificazione come Disco d'oro dalla RIAA, avendo venduto 500 000 copie negli Stati Uniti e il 29 aprile dello stesso anno ricevette la certificazione come disco di platino.
Alla fine del 2010, il gruppo annunciò l'inizio delle registrazioni del quarto album, previsto per la pubblicazione a metà 2011; la data di pubblicazione venne poi fissata al 12 luglio 2011. Lowlife, primo singolo estratto dall'album, venne pubblicato il 17 maggio 2011, insieme all'annuncio che il titolo dell'album sarebbe stato The Truth Is....
Il brano Head Above Water venne incluso nella colonna sonora del film Transformers 3. Il 16 giugno 2011, Drag Me to Hell venne resa disponibile per il download digitale dal sito ufficiale della Roadrunner Records. Out of My Head, il secondo singolo estratto dall'album, venne pubblicato il 14 giugno 2011.
Il 9 novembre 2013, venne confermato sul profilo Twitter ufficiale del gruppo, che era iniziata la preparazione per il quinto album. Il 29 gennaio 2014, il gruppo annunciò che avrebbero terminato la registrazione del quinto album a breve. Il 22 aprile viene pubblicato in un video su YouTube l'audio di Drown, rivelandone il titolo dell'album, Savages, e viene annunciato che l'album sarebbe stato pubblicato l'8 luglio 2014.
Il 28 aprile 2015 il gruppo pubblica l'EP Acoustic Angel.
Nel gennaio 2017 il gruppo ha annunciato tramite i profili social l'inizio delle registrazioni per il sesto album in studio. Il 10 febbraio 2017 è stata pubblicata una cover del brano Shape of My Heart di Sting e il 17 marzo una cover del brano Cold Water di Major Lazer. Il 27 luglio il gruppo ha annunciato Wake Up Call come titolo dell'album, pubblicato il 27 ottobre 2017; nello stesso giorno, è stato pubblicato il singolo Rx, accompagnato da un videoclip.

## Formazione

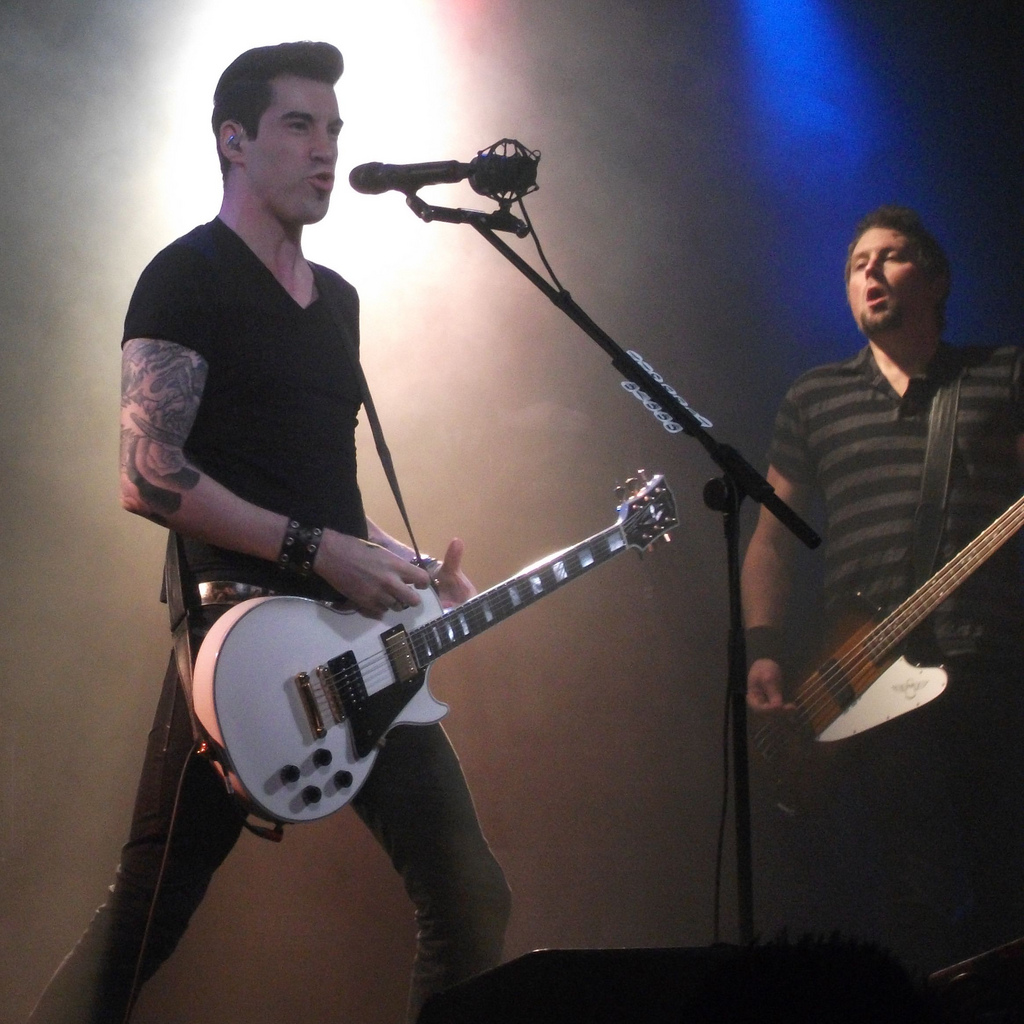
Tyler Connolly (sinistra) e Dean Back nel 2010

- Tyler Connolly – voce, chitarra (2001-presente)
- Dave Brenner – chitarra, cori (2001-presente)
- Dean Back – basso, cori (2001-presente)
- Joey Dandeneau – batteria (2009-presente)

### Ex componenti
- Tim Hart – batteria, cori (2001-2004)
- Brent Fitz – batteria, cori (2004-2007)
- Robin DIaz - batteria, cori (2007-2009)

## Discografia

### Album in studio
- 2002 − Theory of a Deadman
- 2005 − Gasoline
- 2008 − Scars & Souvenirs
- 2011 − The Truth Is...
- 2014 − Savages
- 2017 – Wake Up Call
- 2020 – Say Nothing
- 2023 – Dinosaur

### Singoli
- 2008 - By The Way
- 2009 - Not Meant To Be (Radio Edit)
- 2011 - Lowlife
- 2014 - Drown
- 2014 - Angel
- 2014 - Savages (feat.Alice Cooper)
- 2014 - Blow
- 2016 - Hallelujah
- 2017 - Shape Of My Heart
- 2017 - Cold Water
- 2017 - Rx (Medicate)
- 2017 - Echoes
- 2017 - Wake Up Call
- 2017 - Rx (Medicate)
- 2018 - Straight Jacket
- 2018 - PCH
- 2019 - History of Violence
- 2020 - World Keeps Spinning
- 2020 - Strangers (feat.Zero 9:36)

### EP
- 2015 - Angel